# Campiglossa sada
Campiglossa sada este o specie de muște din genul Campiglossa, familia Tephritidae. A fost descrisă pentru prima dată de Dirlbek și Dirlbekova în anul 1974. Conform Catalogue of Life specia Campiglossa sada nu are subspecii cunoscute.